# Sergio Vezzoso
Sergio Vezzoso (Azzano Decimo, 5 agosto 1943 – 7 novembre 2007) è stato un calciatore e allenatore di calcio italiano, di ruolo terzino.

## Biografia
Il 10 novembre 2007, al termine della partita Ascoli-Frosinone 2-0, è stato commemorato a pochi giorni dalla morte. Aveva due figli, Davide e Simone, quest'ultimo morto a Chiavari all'età di 36 anni in un incidente stradale nell'aprile del 2011.

## Carriera

### Giocatore
Cresciuto calcisticamente nella Sampdoria, senza riuscire ad emergere in prima squadra, trascorre la prima parte della carriera in Serie C per affacciarsi in Serie B nella stagione 1969-1970 in seguito alla promozione ottenuta l'anno precedente con l'Arezzo. Coi toscani disputa 2 campionati da titolare fra i cadetti.
Nel 1971 accetta di scendere di categoria trasferendosi all'Ascoli, all'epoca denominato Del Duca Ascoli. Con i marchigiani ottiene in 3 anni la doppia promozione dalla C alla Serie A, prima della storia dei marchigiani. Con l'Ascoli, nella stagione 1974-1975, disputa gli unici suoi 6 incontri in massima serie, per poi abbandonare il calcio ad alto livello.
In carriera ha totalizzato complessivamente 6 presenze in Serie A e 110 presenze e 3 reti in Serie B.

### Allenatore
Stabilitosi a Chiavari, allenò l'Entella nel 1978 in sostituzione di Dante Campanelli raggiungendo l'11º posto in Serie D e per un breve periodo nel 1983-1984 in Interregionale per sostituire Gian Piero Ventura.

## Palmarès

### Giocatore
- Campionato italiano Serie C: 2

Arezzo: 1968-1969 (girone B)
Ascoli: 1971-1972 (girone B)
Campionato italiano Serie B: 1
Ascoli: 1973-1974